# Peter I. (St. Pol und Brienne)

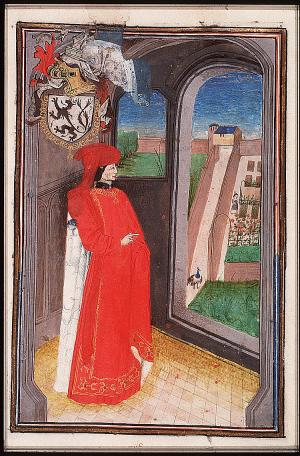
Pierre de Luxembourg im Wappenbuch des Ordens vom Goldenen Vlies (Den Haag, KB, 76 E 10, fol. 43v)

Pierre I. de Luxembourg (* 1390; † 31. August 1433 in Rambures an der Pest) aus dem Haus Luxemburg-Ligny war Graf von Brienne und Conversano von 1397 bis 1433 sowie Graf von Saint-Pol ab 1430.
Herzog Philipp III. der Gute von Burgund machte Peter 1430 zum Gründungsmitglied des Ordens vom Goldenen Vlies. John of Lancaster, der 1433 seine Tochter Jacqueline (Jacquetta) geheiratet hatte, übergab ihm das Kommando eines Armeekorps, mit dem er Saint-Valéry belagerte. Er starb 1433 in Rambures an der Pest. Er wurde in einem prachtvollen Grabmal in der Abtei Cercamp bestattet.

## Familie
Er war der Sohn von Jean de Luxembourg (* 1370 † 1397), Seigneur de Beauvoir, und Marguerite d’Enghien, Gräfin von Brienne und Conversano, somit der Enkel von Guy de Luxembourg, Graf von Ligny, und Mahaut de Châtillon, Gräfin von Saint-Pol.
Seine Brüder waren der Kanzler Ludwig († 1443) und der Graf Johann II. von Ligny († 1441).
1405 heiratete er Marguerite des Baux (* 1394 † 1469), Tochter von François des Baux (Francesco del Balzo), Herzog von Andria, und Sueva Orsini. Ihre Kinder waren:
- Jacquetta († 1472) ; ⚭I John of Lancaster, 1. Duke of Bedford, † 1435; ⚭ II Richard Woodville, 1. Earl Rivers, Ritter des Hosenbandordens, † 1469 – Jacquetta und Richard Woodville sind die Schwiegereltern von König Eduard IV. von England und Jasper Tudor, 1. Duke of Bedford
- Louis (* 1418 † 1475), Comte de Saint-Pol, de Brienne, de Ligny, de Guise et de Conversano, Connétable von Frankreich ; ⚭ I 1435 Jeanne de Bar (* 1415 † 1462), Comtesse de Marle et de Soissons ; ⚭ II 1466 Maria von Savoyen (* 1448), Tochter von Herzog Ludwig (Haus Savoyen)
- Catherine († 1492) ; ⚭ 1445 Arthur de Richemont (* 1393; † 1458), Connétable von Frankreich, 1457 Herzog von Bretagne (Haus Frankreich-Dreux)
- Philippe, Äbtissin von Saint-Maixent
- Isabelle († 1472) ; ⚭ 1443 Charles IV d’Anjou (* 1414 † 1472), Duc du Maine (Jüngeres Haus Anjou)
- Thibaut († 1477), Seigneur de Fiennes et Comte de Brienne, 1465 Bischof von Le Mans ; ⚭Philippote de Melun, † 1450, Tochter von Jean IV. de Melun, Burggraf von Gent – Nachkommen : die Herren von Fiennes und Herzöge von Étampes und Penthièvre (1560 bzw. 1569–1624)
- Jacques († 1487), Seigneur de Richebourg, Ritter des Ordens vom Goldenen Vlies ; ⚭ Isabelle de Roubaix, Tochter von Pierre.
- Valéran, † klein
- Jean, † in Afrika